# 梅特·韦斯特高
梅特·韦斯特高（丹麥語：Mette Vestergaard，1975年11月27日—），丹麦女子手球运动员。她曾代表丹麦国家队参加2000年和2004年夏季奥林匹克运动会手球比赛，两届比赛均获得金牌。